# It's a Good Night for Singin'
| Recensione | Giudizio |
| ---------- | -------- |
| AllMusic   | [ 1 ]    |

It's a Good Night for Singin' è l'ottavo album discografico di Jerry Jeff Walker, pubblicato dall'etichetta discografica MCA Records nel 1976.

## Tracce
Lato A
1. (Looking For) The Heart of Saturday Night – 2:48 (Tom Waits)
2. Standin' at the Big Hotel – 3:37 (Butch Hancock)
3. Couldn't Do Nothin' Right – 4:49 (Gary Nunn, Karen Brooks)
4. Won't You Give Me One More Chance – 4:24 (Lee Clayton)
5. Head Pull of Nothin' – 2:47 (Robert Livingston, Rick Fowler)
6. Old Five and Dimers Like Me – 3:05 (Billy Joe Shaver)

Durata totale: 21:30
Lato B
1. Very Short Time – 3:40 (Keith Sykes)
2. Some Day I'll Get Out of These Bars – 4:04 (Keith Sykes, Richard Gardner)
3. Stoney – 5:44 (Jerry Jeff Walker)
4. Dear John Letter Lounge – 3:10 (Rick Cardwell)
5. Leroy – 2:58 (Billy C.)
6. It's a Good Night for Singing – 4:02 (Robert Livingston)

Durata totale: 23:38

## Musicisti
The Lost Gonzo Band:
- Jerry Jeff Walker - voce
- Gary P. Nunn
- John Inman
- Donny Polan
- Kelly Dunn
- Bob Livingston

The Nashville Four:
- Norbert (Lefty) Putnam
- Weldon (The Rock) Myrick
- Kenny (Shag Rug) Buttrey
- David (Gold Rush) Briggs
- Johnny Gimble - fiddle

Note aggiuntive:
- Michael Brovsky - produttore
- Registrato e remixato al Quadraphonic Studios di Nashville, Tennessee, Stati Uniti
- Gene Eichelburger - ingegnere della registrazione
- Michael Brovsky e Gene Eichelburger - ingegneri del remixaggio
- Copertina e linea fotografica dell'album di: The Green Brothers / Jim McGuire
- Concept e Cover Design di: David Hogan

Ringraziamenti extra:
- Chip Young
- Bobby Thompson
- Shane Keister
- Deborah Allen[2]
- Non specificate, nelle note interne dell'album, gli strumenti che ogni musicista ha suonato nella sessione
- Alcune fonti[3] riportano come data di registrazione il 6 aprile 1976 (non indicata nelle note interne dell'ellepì originale)

## Classifica
Album
| Anno | Classifica         | Posizione raggiunta |
| ---- | ------------------ | ------------------- |
| 1976 | Top Country Albums | 18                  |
| 1976 | Billboard 200      | 84                  |

Singoli
| Anno | Titolo del brano              | Classifica        | Posizione raggiunta |
| ---- | ----------------------------- | ----------------- | ------------------- |
| 1976 | It's a Good Night for Singing | Hot Country Songs | 88                  |